# United States Special Operations Command - Joint Capabilities

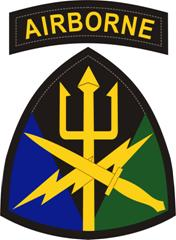
Schulterabzeichen des SOC-JC

United States Special Operations Command - Joint Capabilities, kurz USSOC-JC oder SOC-JC, war ein Unterverbundkommando des USSOCOM. Seine Aufgabe bestand darin, Spezialeinheiten und reguläre Einheiten, vor allem Kommandeure und Angehörige des Stabs, zu trainieren, so dass sie gemeinsam im Feld eingesetzt werden konnten.
Die Einheit wurde ursprünglich als United States Special Operations Command Atlantic, kurz USSOCLANT, SOCLANT, USSOCACOM oder SOCACOM, gegründet und unterstand dem US Atlantic Command. Ab 1999 wurde es in United States Special Operations Command - Joint Forces Command, kurz USSOCJFCOM oder SOCJFCOM, umbenannt und dem US Joint Forces Command unterstellt. Am 29. April 2011, als das US Joint Forces Command aufgelöst wurde, wurde die Einheit in die heutige United States Special Operations Command - Joint Capabilities umbenannt und unterstand seitdem direkt dem USSOCOM.
Die Einheit wurde mit dem Fiskaljahr 2013 aufgelöst und alle Positionen wurden abgezogen.